# Ochyraea montana
Ochyraea montana là một loài Rêu trong họ Amblystegiaceae. Loài này được (Lindb.) Ignatov & Ignatova mô tả khoa học đầu tiên năm 2004.